# ماونت ورنن (مریلند)
ماونت ورنن (به انگلیسی: Mount Vernon) شهری در ایالت مریلند کشور ایالات متحده آمریکا است که جمعیت آن در سرشماری سال ۲۰۱۰ میلادی، ۷۷۹ نفر بوده‌است.